# Yell
Yell (escocès: Yell) és una de les illes del nord de les Shetland, Escòcia. Al cens de 2011 tenia una població resident habitualment de 966 persones. És la segona illa més gran de les Shetland després de Mainland, amb una àrea de 212 km², i és la tercera més poblada del arxipèlag (quinzè de les illes d'Escòcia), després de Mainland i Whalsay.
La roca base de l'illa es compon en gran part d'esquist de Moine amb un gra nord-sud, que es va aixecar durant el període de formació de les muntanyes de Caledònia. La torba cobreix dos terços de l'illa amb una profunditat mitjana d'1,5 metres.
Yell ha estat habitada des de l'època neolítica, i s'han identificat una dotzena de brochs del període pre-nòrdic. El domini nòrdic va durar dels segles IX al XIV, fins que es va materialitzar el control escocès. L'economia moderna de l'illa es basa en el cultiu, la pesca, el transport i el turisme. L'illa afirma ser la "Capital de la llúdria de Gran Bretanya" i té una presència d'ocells diversa que inclou poblacions reproductores de paràsit boreal i cuapunxegut. Sovint apareixen per les seves costes balenes i dofins.

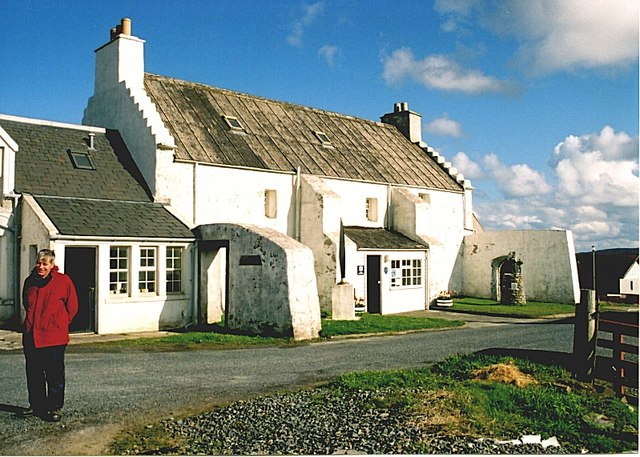
L'Old Haa Museum de Burravoe.

Un edifici notables de l'illa és l'Old Haa of Brough del segle XVII a Burravoe; es tracta de la casa d'un comerciant convertida avui en un museu i centre de visitants.
Hi ha diversos contes populars i referències literàries modernes dedicats a la vida de l'illa.